# Vladimír Petřek
Vladimír Petřek (19. června 1908 Hodolany – 5. září 1942 Praha-Kobylisy) byl český pravoslavný duchovní a světec.

## Život

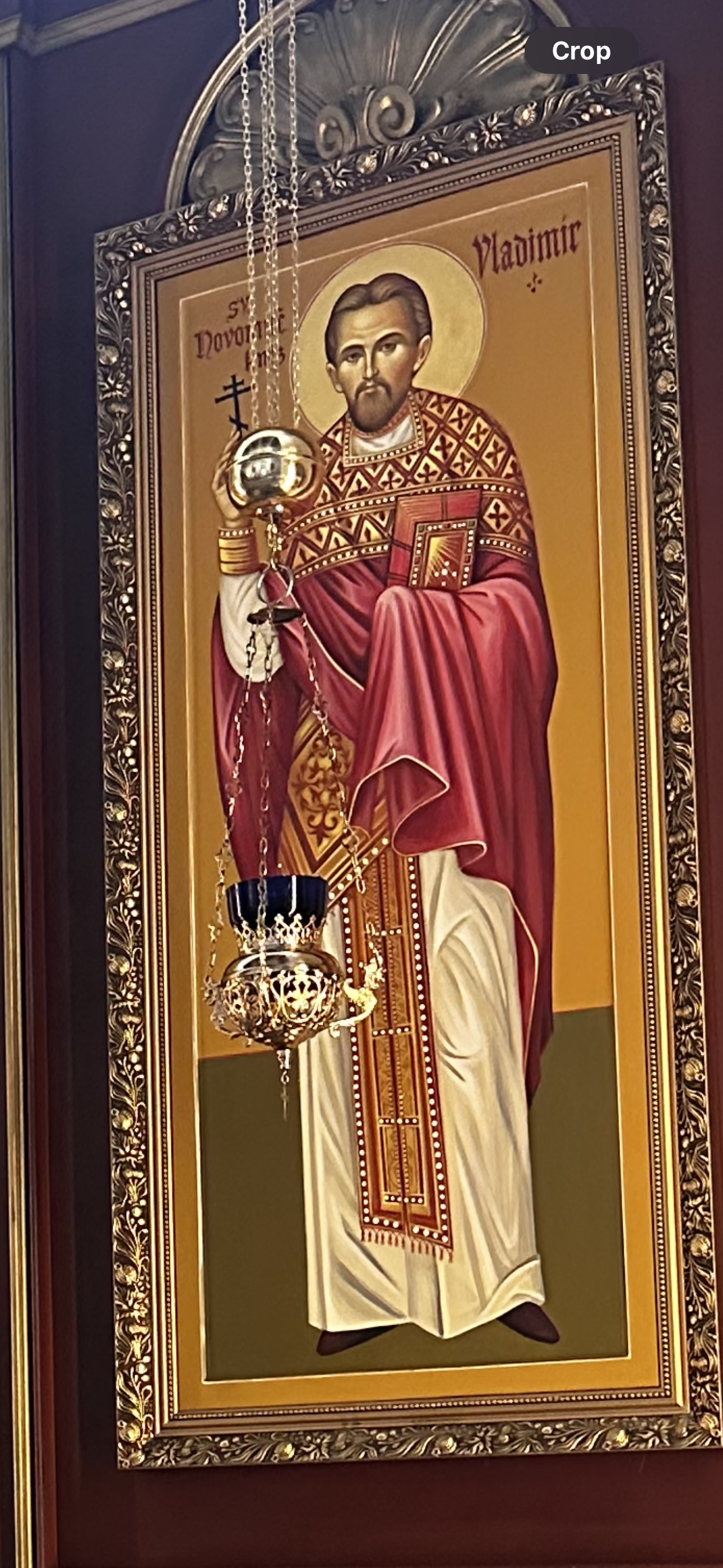
Ikona svatého kněze v pražské katedrále

Pocházel z učitelské rodiny z Hodolan u Olomouce. Rodina původně pocházela z prostých poměrů z Valašska. Jeho otec se znal s biskupem Gorazdem (Pavlíkem), který mladému Vladimírovi zprostředkoval teologická studia v Srbsku, nejprve na teologickém lyceu (Seminář sv. Sávy) ve Sremských Karlovcích, později na teologické fakultě v Bělehradě. Během těchto studií patřily mezi jeho učitele některé výrazné osobnosti tehdejší pravoslavné církve v Srbsku, konkrétně například Justin Popović či Nikolaj Velimirović (oba byli později svatořečení). V Rožnově pod Radhoštěm poznal Vladimír svou budoucí manželku Jiřinu Reinlovou, se kterou uzavřel v roce 1934 manželství. Do manželství se narodila dcera Jiřina. Po úspěšném absolvování studií pravoslavné teologie na teologické fakultě univerzity v Bělehradu byl mladý Vladimír v prosinci 1934 biskupem Gorazdem (Pavlíkem) vysvěcen na kněze v pravoslavném katedrálním chrámu sv. Cyrila a Metoděje v Resslově ulici. K tomuto chrámu byl posléze ustanoven na místo kaplana. Vedle obvyklých pastoračních povinností pokračoval po nostrifikaci svých bělehradských studií v dalším studiu v Praze na Evangelické teologické fakultě Univerzity Karlovy, a po obhájení práce na téma Církev a stát ve spisech křesťanů prvních čtyř věků zde získal na jaře roku 1937 doktorát teologie. Vzdělával se i v neteologických oborech, absolvoval například knihovnický kurz. Šíře jeho zájmů vedla biskupa Gorazda k obavám, aby neztroskotal i při svém velkém nadání, a proto ho vyzval, aby těchto periferních věcí zanechal a soustředil se především na svou kněžskou službu. Vladimír Petřek jej uposlechl. Dále se podílel na duchovní správě při pražské katedrále, od roku 1937 navíc zajišťoval bohoslužby i v pravoslavné diaspoře při kapli sv. Jiljí v Josefově u Jaroměře ve východních Čechách (dojížděl sem sloužit až do května 1942). Vedle kněžské služby se podílel na přednáškové činnosti a na činnosti hnutí YMCA.
Od roku 1938 žili manželé Petřkovi v odloučeném manželství (manželství zůstalo zachováno, ale žili odděleně). Důvodem byly časté pobyty Jiřiny s dcerou  u rodičů, k nimž měla i po sňatku s Vladimírem Petřkem velice silnou citovou vazbu a bylo pro ní problematické se od nich odloučit. Žily na Valašsku a Vladimír Petřek s nimi zůstával v kontaktu a pravidelně je až do svého zatčení navštěvoval. Až do roku 1940 se nicméně snažil manželku přesvědčit k obnově společného života. Při návštěvách na Valašsku také fungoval jako spojka mezi členy Obrany národa.
Od počátku druhé světové války se Petřek spolu se svým představeným, farářem Václavem Čiklem, zapojil do protinacistického odboje. Vydávali mj. falešné křestní listy pronásledovaným Židům. Tehdy byl také poprvé vyšetřován gestapem, ale toto vyšetřování bylo zanedlouho zastaveno. Petřek poté ve své odbojové činnosti pokračoval. V této době také přestal manželku přesvědčovat k obnově společného soužití, smířil se s trváním rozluky a pouze jezdil manželku a dceru pravidelně navštěvovat. V kontextu pozdějších událostí lze říci, že jim tím velmi pravděpodobně zachránil život. S katedrálním farářem Václavem Čiklem ukrýval někdejšího významného politika z časů první Československé republiky a poté čelného představitele první fáze domácího odboje JUDr. Přemysla Šámala či majora Jana Sadílka. Vypomáhal rovněž materiálně osobám v ilegalitě, pro které například získával od svého kněžského spolubratra z Moravy, o. Josefa Leixnera, potraviny mimo přídělový systém. Po atentátu (operace Anthropoid) na zastupujícího říšského protektora R. Heydricha poskytla pravoslavná církev atentátníkům úkryt v kryptě svého katedrálního chrámu. Dr. Vladimír Petřek zajišťoval spojení a denní péči o ně. Po odhalení úkrytu byli vzápětí zatčeni všichni, kdož se podíleli na jejich skrývání – biskup Gorazd, farář Václav Čikl, kaplan Vladimír Petřek a předseda církevní obce Jan Sonnevend. Petřek byl zatčen jako první z celé skupiny 18. června 1942 ve tři hodiny ráno ve svém bytě na Podskalské ulici 39 (nyní Gorazdova 3, gestapo znalo jeho adresu z dřívějšího jeho vyšetřování v souvislosti s vystavováním křestních listů Židům). U jeho zatčení asistoval i konfident gestapa, římskokatolický duchovní Franz Werner Bobe, který Petřka následně hlídal v Petschkově paláci až do jeho odvozu ke katedrálnímu chrámu.
Po krátkém (relativně krátkém, podle bádání Jaroslava Čvančary a Vojtěcha Šustka trval boj nejméně 4 hodiny), ale tuhém boji ukončili parašutisté v beznadějné situaci boj sebevraždou. Vladimír Petřek byl nacisty zpočátku využíván jako živý štít, posléze byl nucen, aby se s parašutisty bránícími kryptu pokusil vyjednávat. Což učinil, nicméně způsobem, ze kterého bylo patrné, že s výzvami k tomu, aby se parašutisté vzdali, se neztotožňuje („Oni mi tady říkají, abych vám vzkázal, že se máte vzdát.“).
Vladimír Petřek byl vězněn v Pankrácké věznici, při výsleších byl mučen. Je doloženo, že násilné výslechy díky své fyzické a psychické odolnosti poměrně dobře zvládal a své výpovědi úspěšně stáčel na informace, které byly pro gestapo naprosto bezcenné. Nevyzradil nikoho ze svých spolupracovníků. Jeden z činitelů pražské pravoslavné církevní obce, Josef Šembera, po válce dosvědčil, že Petřek nepochybně svým mlčením při výsleších jemu a jeho manželce zachránil životy. Nakonec byl Vladimír Petřek spolu se svými nadřízenými odsouzen mimořádným stanným soudem k smrti. Rozsudek podle svědectví spoluvězňů přijal s klidem, večer usnul při slovech modlitby a až do rána pak klidně spal. V den popravy mu byla nabídnuta možnost žádat o milost, což rázně odmítl. Popraven byl na Kobyliské střelnici dne 5. září 1942. Podle dochovaného hlášení o průběhu popravy se i před exekucí choval klidně a důstojně. Jeho ostatky se nedochovaly. Byl zpopelněn ve Strašnickém krematoriu a jeho popel zřejmě skončil v jámě poblíž krematoria, kam byl vsypáván popel i jiných popravených odbojářů (nynější Čestné pohřebiště hrdinů II. odboje). Symbolický hrob má na Valašském Slavíně v Rožnově pod Radhoštěm.

## Literární a publicistická činnost Vladimíra Petřka
Vladimír Petřek rovněž publikoval v církevním tisku, ovšem často anonymně. Český pravoslavný kněz a teolog, ThDr. Pavel Aleš prozkoumal ročníky tehdejšího Věstníku české pravoslavné eparchie, a pokusil se jeho texty identifikovat. Výsledky následně shrnul ve studii O církevně literární činnosti ThDr. Petřka, publikované v roce 2008 jako součást knihy historika Vojtěcha Šustka, Zlato se čistí v ohni. Aleš konstatuje, že jediným článkem, u kterého není o Petřkově autorství pochyb, je kritická polemika s článkem prof. Josefa Vašici ohledně otázky, jaká forma liturgie se slavila na Velké Moravě. Vašica v článku Slovanská liturgie nově osvětlená kijevskými listy zastává názor, že zde byla slavena tzv. Petrova liturgie. Petřek na základě bádání jiných odborníků prokázal, že na Velké Moravě se nepochybně slavila liturgie v byzantském ritu. Jeho kritika Vašicovy teorie vyšla ve Věstníku české pravoslavné eparchie na podzim roku 1940. Petřkovo autorství této polemiky dosvědčil v roce 1973 někdejší spolupracovník redakce Věstníku (a Petřkův někdejší spolužák z bělehradských studií), ThDr. Jiří A. Novák, v článku Liturgie Petrova v časopise Hlas pravoslaví.
Mimo tohoto prokazatelného článku byl Petřek zřejmě autorem dalších textů, publikovaných ve Věstníku na přelomu 30. a 40. let 20. století. Lze mu s určitou mírou pravděpodobnosti přisoudit zde publikované kritické recenze některých dalších knih katolických autorů z oboru církevních dějin a literární historie (již zmíněného Josefa Vašici, či Blažeje Ráčka a Viléma Bitnara). Velmi pravděpodobně je však autorem i dalších článků, publikovaných pod autorskou zkratkou V., či třemi hvězdičkami, neboť tematicky odpovídají známým Petřkovým zájmům, a bylo dosvědčeno, že rovněž stylisticky odpovídají Petřkovu způsobu, jímž se obvykle vyjadřoval. Eventuální další Petřkovy publikované texty již nebyly identifikovány. Svébytnou kapitolou, dokládající jeho kulturní rozhled, jsou pak jeho překlady poezie jihoslovanských autorů, z nichž ukázky byly později publikovány jako součást publikace historika Vojtěcha Šustka Zlato se čistí v ohni. Dále je dochována již pouze Petřkova korespondence s rodinou a s biskupem Gorazdem.

## Svatořečení
Svatořečen byl Pravoslavnou církví v českých zemích a na Slovensku spolu s dalšími českými novomučedníky usnesením Posvátného synodu ze dne 10. října 2019. Slavnostní akt svatořečení proběhl při slavnostní liturgii v pražské pravoslavné katedrále sv. Cyrila a Metoděje na Resslově ulici 8. února 2020. Liturgická památka Vladimíra Petřka a ostatních novomučedníků byla stanovena na 5. září (tj. na výroční den Petřkovy popravy, den po samostatné památce svatého vladyky Gorazda II.).

## Připomínky

### Civilní připomínky
V Rožnově pod Radhoštěm, na tzv. Valašském Slavíně se nachází symbolický hrob (kenotaf) Vladimíra Petřka, v rámci Valašského muzea v přírodě byla v červnu roku 2023 zřízena tzv. Petřkova stráň s pamětní deskou. Jeho jméno se objevuje i na několika dalších pamětních deskách odbojářů, či obětí druhé světové války. V Olomouci je po něm pojmenována Petřkova ulice v místní části Černovír. Byl jmenován čestným občanem Rožnova pod Radhoštěm.

### Církevní připomínky
V pravoslavné ikonografii bývá Vladimír Petřek zobrazován v různých verzích společné ikony Novomučedníků českých v různých pravoslavných chrámech v Čechách a na Moravě, samostatnou ikonu má (ovšem v rámci triptychu společně s ikonami svých spolumučedníků, vladyky Gorazda a Václava Čikla) ve svém někdejším působišti v pražské pravoslavné katedrále sv. Cyrila a Metoděje. 

In memoriam
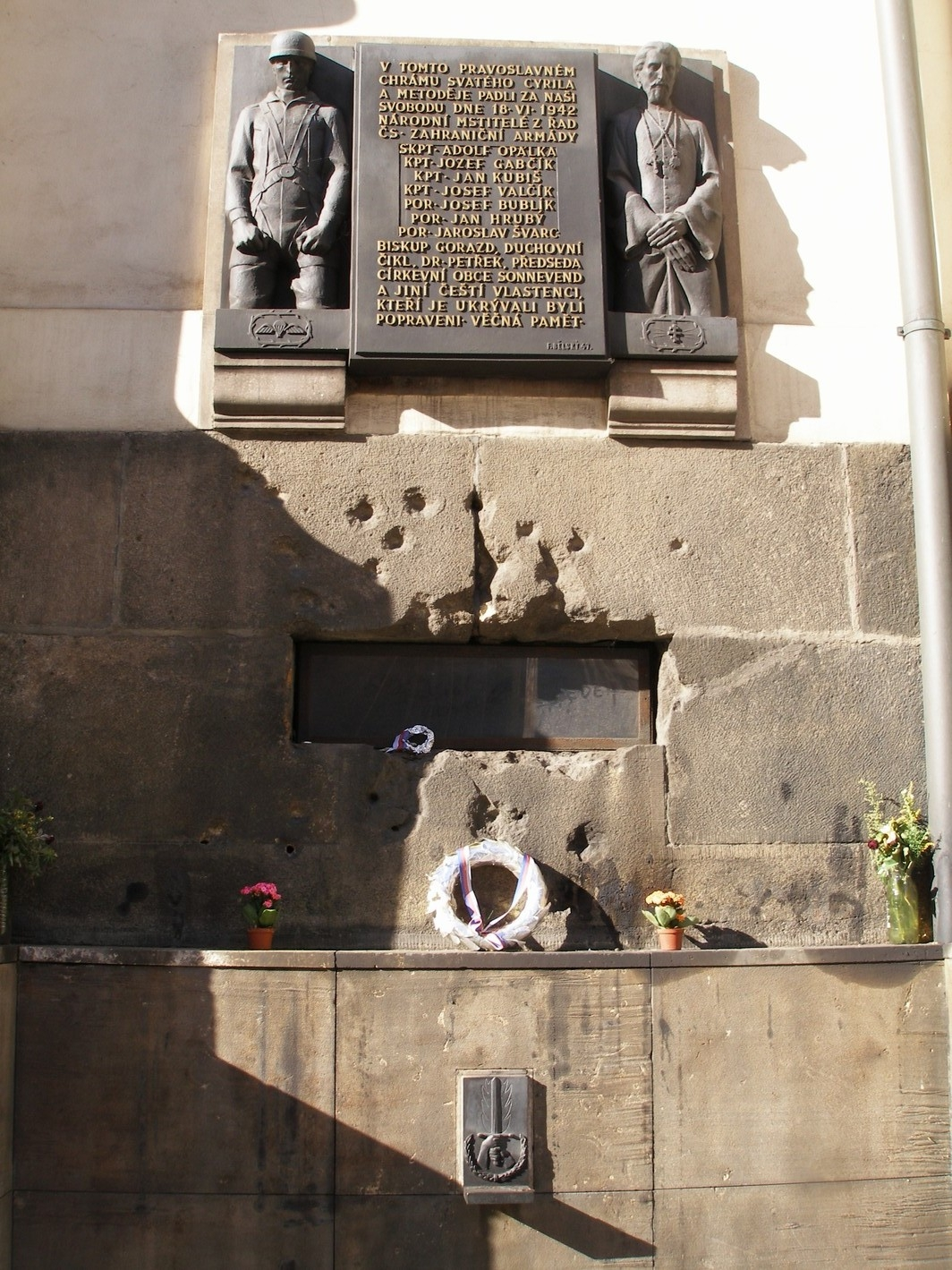
Petřkovo jméno je i na pamětní desce na kostele, kde se parašutisté skrývali
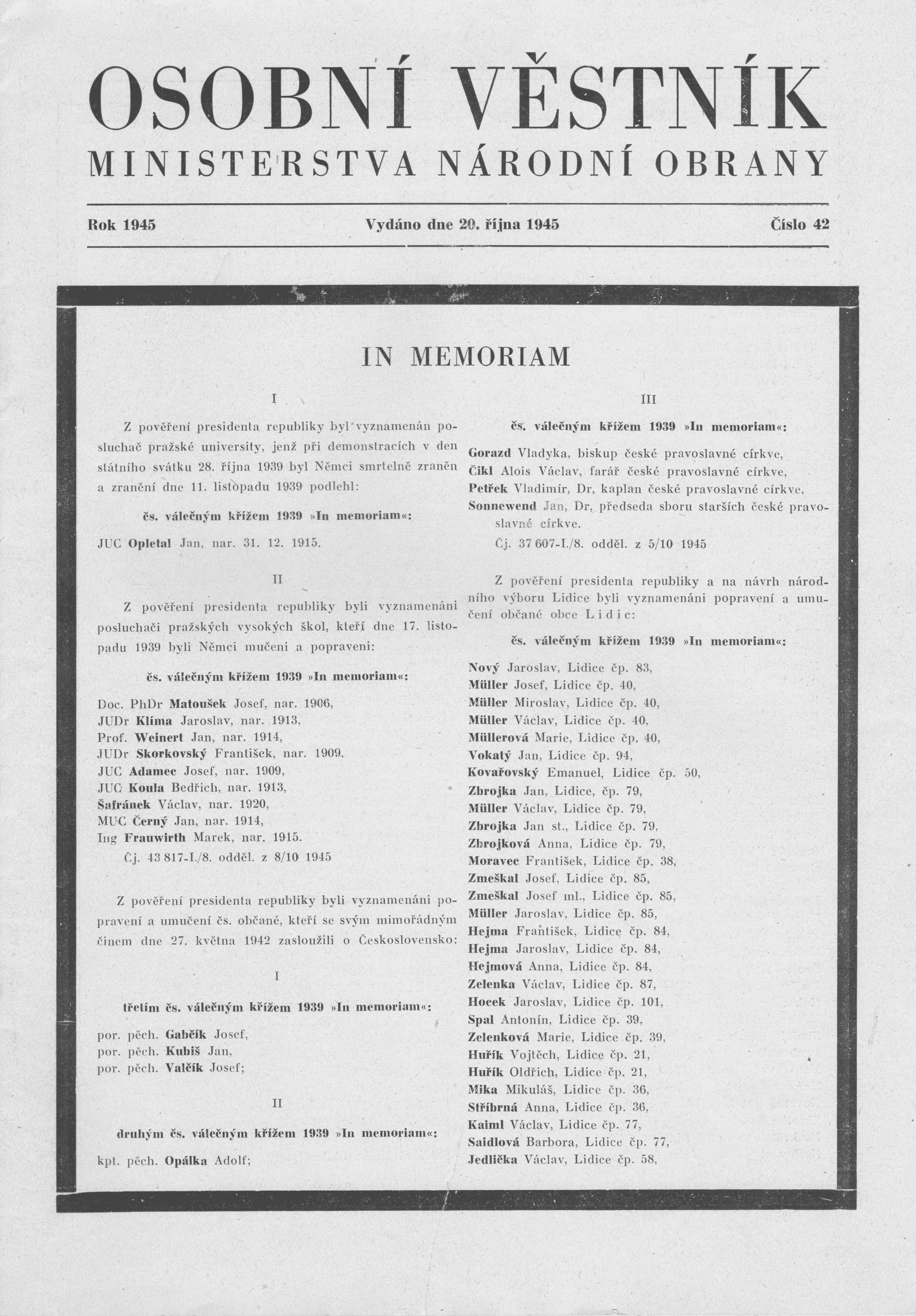
Osobní věstník MNO číslo 42 ze dne 20. října 1945 – titulní strana: udělení Československého válečného kříže 1939-1945
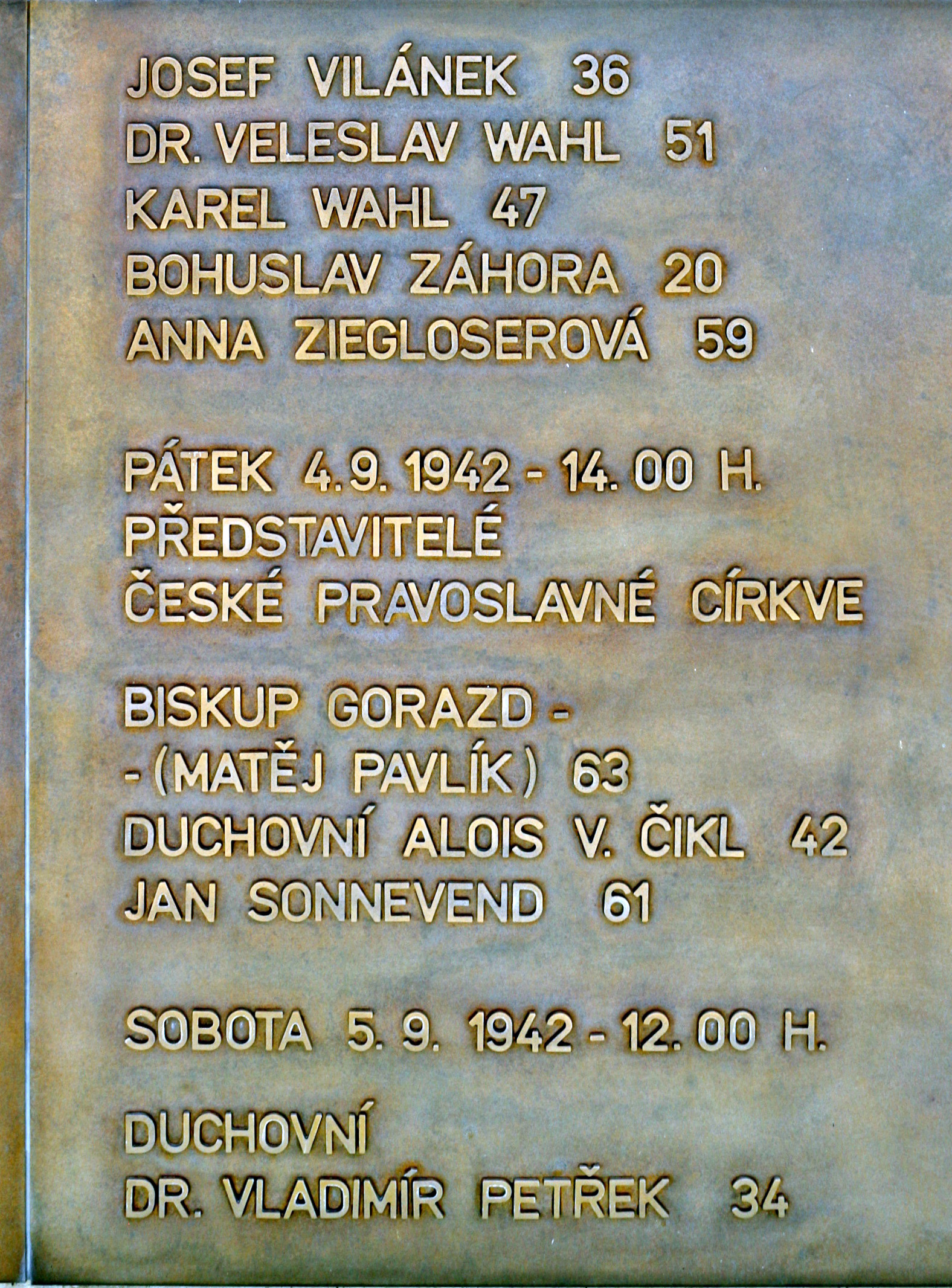
Jména zástupců Čs. pravoslavné církve popravených na Kobyliské střelnici za ukrývání parašutistů po atentátu na Heydricha